# Arachnothryx tenuisepala
Arachnothryx tenuisepala är en måreväxtart som beskrevs av Attila L. Borhidi. Arachnothryx tenuisepala ingår i släktet Arachnothryx och familjen måreväxter. Inga underarter finns listade i Catalogue of Life.